# Реставрация Бурбонов в Испании
Реставра́ция Бурбонов — период в истории Испании в ходе которого была восстановлена власть династии Бурбонов. Возвращение к монархическому строю произошло 29 декабря 1874 года — после того, как в ходе государственного переворота генерала Мартинес-Кампоса Первая Испанская республика была ликвидирована, а новым королём Испании стал Альфонсо XII. Концом реставрации стала Испанская революция 1931—1939 гг. и провозглашение Второй Испанской республики.

## История

### Кризис республиканского строя
Первая попытка создания в Испании республики была непродолжительным по времени существования опытом и характеризовалась глубокой политической и социальной нестабильностью и вспышками насилия. Серьёзными проблемами для укрепления режима были отсутствие единой программы реформ, разделённость республиканцев между федералистами и унитариями, а также отсутствие поддержки со стороны населения.
29 декабря 1874 года Мартинес-Кампос, командующий бригадой, по дороге из Сагунто на Валенсию предложил своим подчинённым провозгласить королём Альфонсо Бурбона. Его поддержал командующий центра генерал Ховельяр, сообщив об этом в Мадрид. Наместник Валенсии отказался поддержать альфонсистов, но не мешал им взять город. Когда в столице узнали об этих событиях, Мадрид раскололся: наместник Мадрида Фернандо Примо де Ривера и часть гарнизона поддержала альфонсистов, другая во главе с Сагастой были против. Сагаста по телеграфу сообщил о событиях президенту Серрано. Тот советовал министрам капитулировать, а сам перешёл французскую границу. После этого Альфонсо был провозглашён королём и в северной армии.

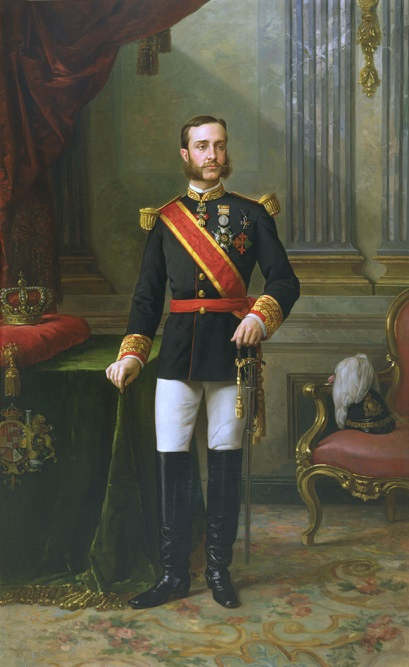
Портрет Альфонсо XII

Сторонники Альфонсо получили места в правительстве: Кановас стал председателем совета министров, Примо де Ривера — военным министром, Мартинес-Кампос главнокомандующим северной армией, герцог Сесто — гражданским губернатором Мадрида. Альфонсо в момент этих событий находился в Париже.

### Регентство королевы Марии при Альфонсо XII
9 января 1875 г. Альфонсо высадился в Барселоне, 14 января вступил в Мадрид и назначил Кановаса дель Кастильо премьер-министром нового кабинета. Созванные вновь Кортесы выработали новую, более консервативную конституцию, отмеченную клерикализмом. Альфонс, к удивлению многих, принял династический номер XII. Дело в том, что королей единой Испании с таким именем ещё не было. XI-й же номер носил кастильский король Альфонсо XI Справедливый.
В войне против карлистов Альфонсо в феврале 1876 года сам принял верховное главнокомандование и заставил остаток армии карлистов перейти за французскую границу. Ко всеобщему неудовольствию, экс-королева Изабелла вернулась в Испанию, но покинула её опять после первого брака Альфонсо.
Во внутренней политике Альфонсо отличался тактом и миролюбием, позволявшим ему эффективно примирять враждующие партии. Среди радикальных республиканцев он был по-прежнему непопулярен, и на него было произведено несколько покушений. Покушение на жизнь короля, произведённое 25 октября 1878 г. в Мадриде бочарным подмастерьем Хуаном Оливой Монкаси из Таррагоны, принадлежавшим к партии интернационалистов, окончилось неудачей и раскрыло планы партии переворота. 30 декабря 1879 г., при возвращении с прогулки, в Альфонса и его супругу дважды выстрелил галисийский рабочий Гонсалес Отеро, но они не пострадали.
В своей внешней политике Альфонсо выказал гораздо больше симпатий к Германии, чем к соседней Франции, и особенно почитал императора Вильгельма I Гогенцоллерна. К неудовольствию испанских либералов и республиканцев, симпатизировавших Франции, Альфонсо в сентябре 1883 г. нанёс визит в Германию и Австрию, в сопровождении своего министра иностранных дел маркиза де ла Вега де Армисо. Побывав сначала в Мюнхене и Вене, он отправился потом в Гамбург на прусские манёвры. Здесь 22 сентября император Вильгельм назначил его шефом стоящего в завоёванном Германией у Франции Страсбурге Шлезвиг-Гольштейннского уланского полка № 15. В дальнейшем король участвовал в больших манёврах в мундире прусского уланского полковника.
Годы правления Альфонсо XII были отмечены экономическим процветанием. С момента окончания наполеоновских войн в 1815 году экономика Испании ещё больше отставала от экономики других европейских стран. В эти годы модернизация страны прошла с большим размахом. По большинству направлений внутреннее производство было увеличено при поддержке крайних протекционистских мер.
Молодой король скончался от туберкулёза 25 ноября 1885 года во дворце Эль-Пардо, за три дня до своего 28-летия. По словам словаря Брокгауза и Ефрона, «все испанские партии искренно его оплакивали, так как Альфонсо один сумел сохранить спокойствие в стране, где восстания крайних партий и военные революции, казалось, стали обычным явлением». Тело Альфонсо, перенесённое из Пардо в Мадрид, было погребено в Эскориале. Так как наследование короны зависело от пола этого ребёнка (если бы на свет появилась третья девочка, престол бы перешёл к старшей), престол был объявлен вакантным до родов, а королева объявлена регентшей. 17 мая 1886 года родился сын — Альфонс XIII. До того, как ему в 1902 г. исполнилось 16 лет, Мария Кристина продолжала исполнять регентские обязанности.
В 1929 году она умерла в королевском дворце в Мадриде и похоронена в Эскориале.

### Альфонсо XIII
В отличие от большинства монархов мира, Альфонсо царствовал с самого рождения (он родился 17 мая 1886 года, после смерти своего отца Альфонсо XII Умиротворителя 25 ноября 1885 года и был немедленно провозглашён королём), но не до самой смерти (он был изгнан из страны революцией 1931 года).
Инфант Альфонсо получил строгое элитарное образование с военным уклоном. Однако это не помешало ему впитать в себя дух либерализма. Он отчетливо осознавал необходимость политических и экономических реформ, ориентацию на Европу с сохранением национальных особенностей. В политической системе Испании король занимал центральное положение и, как почти все его коллеги в Европе, обладал весьма широкой конституционной властью, а также важными полномочиями в военных делах и внешней политике, деля с кортесами суверенитет. Его главное влияние на политику базировалось на его решающей роли в формировании правительства, при котором он использовал так называемые «королевские прерогативы» для назначения и смещения главы правительства. Его целью при этом было облегчение согласованной смены правительства и «созыв» новых кортесов, в которых пришедшая к власти партия располагала бы достаточным для господства большинством. Благодаря наличию такого механизма Альфонсо часто вмешивался в дела правительства, назначая и смещая министров сообразно собственным вкусам.
Отроческие и молодые годы короля пришлись на испанско-американскую войну 1898 г., утрату Кубы и Филиппин, начало политического кризиса в стране — за годы его царствования анархисты убили четырёх премьер-министров Испании. Регентом в малолетство Альфонсо XIII выступала его мать Мария Кристина Австрийская. В 1902 году 16-летний монарх был провозглашён совершеннолетним.
Несмотря на родственные узы со многими королевскими домами Европы, Альфонсо XIII сумел удержать Испанию от вступления в Первую мировую войну. Но даже при соблюдении политики нейтралитета, мировая война тяжело ударила по экономике страны. В 1915—1918 гг. разразился тяжелый продовольственный кризис, вызванный неурожаями. Активизировались рабочие, начались всеобщие стачки, наблюдался рост цен и падение производства. Во время одной из поездок по стране, в провинцию Эстремадура, король был так удручён бедственным положением народа, жившего словно в доисторические времена, что основал благотворительный «Фонд Лас-Ундес» с целью развития инфраструктуры провинции и повышения уровня жизни населения.
Во время пандемии испанского гриппа, разбушевавшегося в последние месяцы Первой мировой войны в 1918 году, король также заболел, но выздоровел.
17 мая 1905 года он получил чин британского полного генерала, а 3 июня 1928 года ему было присвоено звание британского фельдмаршала.

### Конец монархии и провозглашение Второй республики

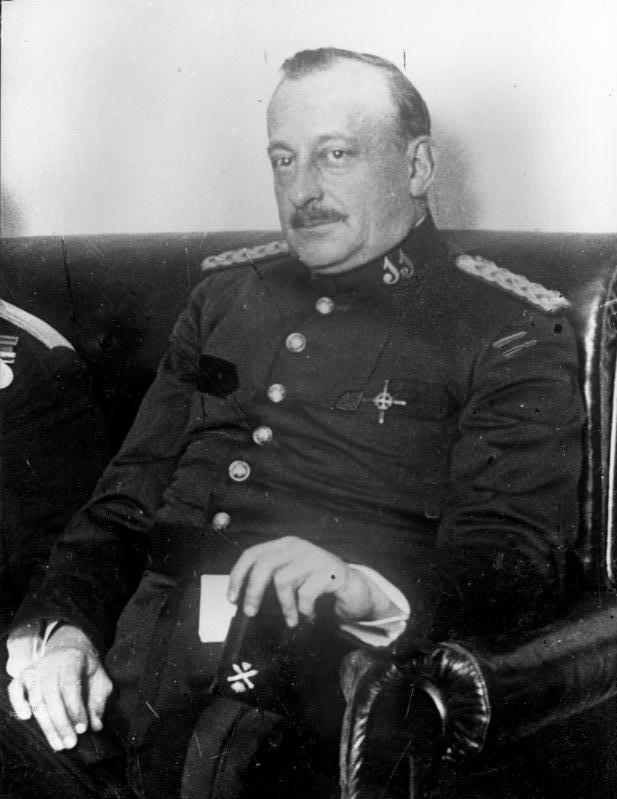
Генерал Мигель Примо де Ривера

В 1923—1930 годах фактическим правителем Испанского королевства был премьер-министр генерал Мигель Примо де Ривера. Подозрения историков, что Альфонсо играл решающую роль в путче военных 1923 года, подтверждения не получили. Во всяком случае, он никак не подстрекал мятежников и не давал соответствующих указаний. Режим Примо де Риверы изначально планировался как переходный, но оказалось, что ни консервативные, ни либеральные партии не пользуются поддержкой народа. Да и сам Альфонсо не стремился восстанавливать парламентскую систему. Похоже, ему надоела политическая суета, и он с удовольствием возложил бремя власти на Примо де Риверу. Это было главной ошибкой короля. Своим сотрудничеством с диктатурой военных монарх потерял престиж, а игнорируя старых политиков-монархистов, он вынудил их сблизиться с республиканцами и лишил себя главной политической опоры.
В 1930 году Примо де Ривера был вынужден уйти в отставку, и республиканцы организовали выборы, превратившиеся в плебисцит. Его результаты показали негативное отношение испанцев к монархии. На следующий день после выборов «революционный комитет» распространил манифест, призывавший к провозглашению республики. Многочисленные демонстрации по всей стране требовали формирования временного правительства и отказа Альфонсо XIII от власти. Правительство адмирала Хуана Баутисты Аснара в полном составе ушло в отставку. Никто из монархистов не решился в такой ситуации возглавить правительство, и практически все они рекомендовали королю покинуть страну.
В ночь на 14 апреля 1931 года Альфонсо XIII в собственном вагоне оставил Мадрид, простившись с королевой и детьми, которые несколько дней спустя также должны были уехать в изгнание. Беглецы направились в Картахену, откуда на борту крейсера «Принц Астурийский» отплыли в Марсель. Перед отъездом Альфонсо XIII во избежание гражданской войны подписал манифест, в котором признавал свои ошибки и отказывался путём насилия утверждать свой авторитет, не заявляя об отказе от трона и не изъявляя готовности к отречению от престола.